# Масонство в Израиле

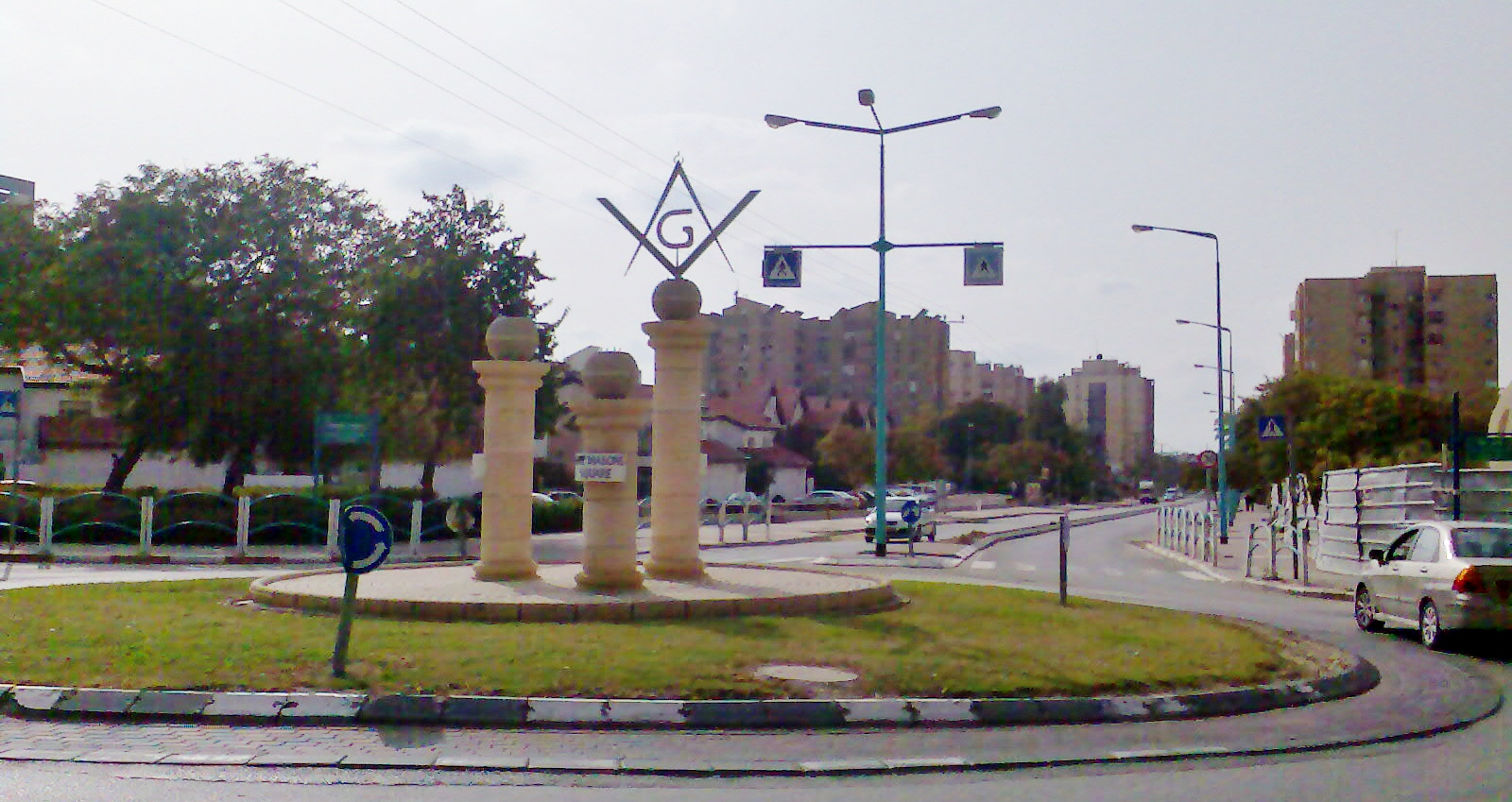
Площадь масонов в Беер Шева

Масонство в Израиле официально появляется в 1868 году, с момента учреждения первой ложи, которая носила название «Протест». После провозглашения Государства Израиль 14 мая 1948 года, начинается новый этап в развитии масонства Израиля, оно начинает расти за счёт иммигрантов. Прибывающие сначала проводили собрания на английском, французском, немецком, испанском, турецком, русском, румынском языках, и использовали те масонские уставы, которые они использовали в странах откуда прибывали. Ложи работавшие на иврите или арабском языке основывались Объединенной великой ложей Англии.

## История
С девятнадцатого века масоны появляются в некоторых крупных городах Палестины. Первые ложи были основаны в Османской империи: первая ложа «Протест» была основана в Иерусалиме в «пещере Седекии», в 1868 году, под юрисдикцией Великой ложи Канады.
В конце существования Османской империи и во время действия британского мандата были открыты целый ряд других лож. Они работали по разным уставам и конституциям различных великих лож: Англии, Шотландии, Франции, Египта, Германии, а также великих востоков Франции и Египта.

### 1 этап — создание национальной великой ложи
После создания первого масонского храма в Тель-Авиве в 1932 году, для лож нескольких масонских послушаний, представленных в Палестине, был запущен процесс по созданию независимой великой ложи.
Братья были разделены на два лагеря: на ложи, которые были под юрисдикцией Великой национальной ложи Египта и другие ложи, находившиеся в Палестине и не входившие в это послушание.
Четыре ложи из Иерусалима: «Иерусалим», «Хар-Цион», «Мир» и «Хар-Синай», и три из Яффы и Тель-Авива: «Мория», «Хирам» и «Храм Соломона», под юрисдикцией Великой национальной ложи Египта, объявили о своей независимости в 1932 году и создали Великую национальную ложу Палестины-Эрец-Израиля.
В том же году Великая национальная ложа Египта прекращает свои работы и создаётся Великий восток Египта, который постоянно находится в тесных отношениях с Великой национальной ложей Палестины-Эрец-Израиля, которая практикует Йоркский устав.
В 1938 году Великая национальная ложа Палестины-Эрец-Израиля была признана великими востоками: Египта, Франции, Бельгии, Сирии, и великими ложами: Дании, Бакли и Боготы (Колумбия), Перу, Символической ложей Германии (в изгнании), Великой швейцарской ложей Альпина.
Несмотря на боевые действия и Вторую мировую войну, ВНЛ Палестины не приостановила свою деятельность. В 1944 году она решила создать свою Центральную библиотеку и музей в Тель-Авиве.
29 мая 1945 года она организовала торжественное собрание в честь победы союзников над нацистской Германией. В то время численность ВНЛП составляла — 550 братьев.

### 2 этап — создание Великой ложи Израиля
В 1946 году четыре ложи: «Реувен», «Массифе», «Шарон» и «Авив», под юрисдикцией Великой ложи Шотландии сформировали мозговой центр под названием «Еврейские ложи Эрец-Израиля». Они проводят совместные встречи и дискуссии, которые сосредоточены на будущем масонства независимого государства Израиль.
Шотландское влияние было преобладающим и новые ложи были рождены вопреки основополагающим принципам масонства. Братья лож ВНЛ Палестины-Эрец-Израиля и братья лож под юрисдикцией англосаксонских великих лож, работающих в том же храме, игнорировали друг друга полностью, а в светской жизни у них были хорошие отношения. На сегодняшний день не получила признание со стороны англосаксонских великих лож Великая национальная ложа Палестины-Эрец-Израиля.
После «Плана раздела Палестины» в 1947 году, утверждённого ООН, и в конце Палестинской войны в 1948 году, идёт создание государства Израиль, которое породило начало иммиграции евреев из европейских и арабских стран.
В январе 1949 года в Тель-Авиве состоялась 6-я ассамблея «Еврейских лож Эрец-Израиля», чтобы обсудить будущее создание Великой ложи Израиля, которая должна была заменить Великую национальную ложу Палестины и позволить наладить отношения с ложами непризнанных послушаний.
26 апреля 1949 года ассамблея единогласно решила изменить своё название.
В октябре 1949 года Великая ложа Израиля обосновалась в Тель-Авиве. И оставалась там до 30 марта 1953 года.

### 3 этап — создание Великой ложи государства Израиль
Были предприняты усилия, чтобы собрать ложи, имеющие отношения к различным направлениям масонства. В 1951 году великие ложи Англии и Ирландии провели учреждение Великой ложи государства Израиль в Иерусалиме под эгидой Великой ложи Шотландии.
20 октября 1953 года была основана Великая ложа государства Израиль. Данное основание стало возможным в результате долгой и кропотливой работы небольшой группы братьев. Это событие также способствовало слиянию всех масонов Израиля под суверенитетом Великой ложи государства Израиля и её 35 активных лож, которые собрались на торжественную инсталляцию в этот день.
В 1996 году 78 лож входили в состав Великой ложи государства Израиль, из которых 68 лож являются активными. Они делятся на шесть разных направлений: еврейские, арабские, христианские, друзские, греко — православные и коптские, работающих на 8 языках — иврит, английский, арабский, французский, румынский, немецкий, испанский и турецкий.
Ложи, работающие на иврите, используют единый ритуал, утверждённый великой ложей, который переводится для лож работающих на арабском, турецком и французском языках. Ложи, проводящие работы на немецком языке, используют ритуалы Шрёдера, а ложи, которые работают на английском, испанском и румынском языках, используют распространённые ритуалы, принятые в этих странах.

## Масонство в Израиле сегодня
Великая ложа государства Израиль является единственной регулярной великой ложей, так как она была признана Объединенной великой ложей Англии. Под её юрисдикцией находится более 56 лож, в которых состоит около 2000 братьев. Принципы ВЛГИ основаны на трёх монотеистических религиях, и каждая ложа использует на алтаре Танах, Новый Завет и Коран.
Другие послушания в настоящее время не поддерживают официальные и неформальные отношения с Великой ложей государства Израиль.
Израильская федерация Le Droit Humain: это ложа № 1878, названная как бесконечная. Создана ложа на Востоке Тель-Авива 11 мая 2008 года великим мастером ордена — Даниэлем Жуэ.
Великая женская ложа Франции представлена ложей в Иерусалиме — «Братство Лазурного берега». Ложа была создана 27 марта 2004 года 30 масонами из Франции, для поддержки израильских женщин желающих организовать женское направление масонства в Израиле. В иерусалимской ложе «Братство Лазурного берега» в настоящее время 45 женщин из всех слоёв общества. Они стремятся создать достаточное количество лож (3), работающих на иврите или любом другом языке используемом в Израиле для того, чтобы преуспеть в создании Великой женской ложи Израиля.
Великая ложа Франции имеет две ложи в Израиле, это «Берейшит» в Иерусалиме, и «Хермон» № 527, основанная в 1928 году в Тель-Авиве-Яффе, и возрождённая в 2006 году.
Великий восток Франции имеет две ложи.
Также израильское масонство включает в себя Верховный совет ДПШУ, Капитул Королевской арки и Капитул мастера метки.
На сегодняшний день в Израиле работает русскоязычная ложа носящая название «Моцарт», осуществляющая свои масонские работы Во Славу Великого Архитектора Вселенной на востоке города Тель-Авива, под юрисдикцией Великой ложи государства Израиль, и зарегистрированной в её реестре под номером 85.
Ложа учреждена и торжественно инсталлирована 9 апреля 2006 года, как первая в Израиле русскоязычная ложа. Церемония её торжественного открытия проходила под покровительством великого мастера Великой ложи государства Израиль.